# バルデッロ
バルデッロ（伊: Bardello）は、イタリア共和国ロンバルディア州ヴァレーゼ県に存在した、人口約1,600人の基礎自治体（コムーネ）。
2023年1月1日にマルジェッソおよびブレーガノと合併し、バルデッロ・コン・マルジェッソ・エ・ブレーガノの一部となった。

## 地理

### 位置・広がり

#### 隣接コムーネ
コムーネとしてのバルデッロが隣接していたコムーネは以下の通り。
- ベゾッツォ
- ビアンドロンノ
- ブレーガノ
- ガヴィラーテ
- マルジェッソ

### 地震分類
イタリアの地震リスク階級 (it) では、4 に分類される
。